# Bichon bolonhês
Bichon bolonhês [Nota] (em italiano:  Bolognese) é uma pequena raça de cães do tipo bichon, originária da Itália, cujo nome refere-se à cidade de Bolonha. Apreciado como cão de companhia de luxo desde o século XI devido a sua beleza e graça, tem sua origem desconhecida, ainda que se especule ser este canino um descendente do maltês. Considerado um presente de luxo dado entre realezas, foi bastante retratado em pinturas. Seu físico, que não muito se diferencia do padrão antigo (chegando aos 4 kg e medindo 30 cm), tem na pelagem a grande diferença: antes aceitava-se a mescla entre o preto e o branco, sendo o preto modernamente proibido.